# Paspalum thunbergii
Espèce
Classification APG III (2009)
Paspalum thunbergii est une espèce de graminées, pérennes de la famille des Poaceae, sous famille des Panicoideae, originaire d'Asie.

## Description
Paspalum thunbergii est une plante herbacée vivace par ses rhizomes noueux, cespiteuse, aux tiges pouvant atteindre 40 à 90 cm de long.
L'inflorescence est composée de 2 à 5 racèmes de 3 à 8 cm de long, étalés de part et d'autre d'un axe central. Ces racèmes sont eux-mêmes composés d'épillets groupés par paires au moins dans la partie centrale du racèmes, le second épillet étant parfois présent sous forme de vestiges.
Les épillets fertiles, de forme obovale ou orbiculaire, comprimés dorsalement, longs de 2,5 à 2,7 mm, comptent un fleuron basal stérile et un fleuron terminal fertile. la glume supérieure, aussi longue que l'épillet, est membraneuse et présente trois nervures. la glume inférieure est parfois absente,.

## Distribution et habitat
L'aire de répartition de Paspalum thunbergii s'étend en Asie orientale : Chine (Anhui, Fujian, Guangdong, Guangxi, Guizhou, Henan, Hubei, Hunan, Jiangsu, Jiangxi, Shaanxi, Shandong, Sichuan, Yunnan, Zhejiang), ainsi qu'à Taïwan, au Japon, et en Corée, et dans le sous-continent indien : Bhoutan, Inde (Darjeeling, Sikkim).
L'espèce a également été signalée en Géorgie et en Azerbaïdjan en 1984 et plus récemment  (2001) en Turquie, puis en 2014 en Lombardie (Italie) où elle est considérée comme naturalisée.
Elle est aussi probablement présente à Hawaï où on l'a confondue avec Paspalum scrobiculatum.
La plante pousse généralement sur des sols humides, dans les champs et les friches.

## Taxinomie
L'espèce a été décrite par Karl Sigismund Kunth et Ernst Gottlieb von Steudel, et publiée en 1853 dans Synopsis Plantarum Glumacearum. Stuttgartiae 1(1): 28.

### Synonymes
Selon Catalogue of Life (22 janvier 2017):
- Paspalum dissectum Thunb., nom. illeg.
- Paspalum mollipilum Steud.
- Paspalum scrobiculatum var. thunbergii (Kunth ex Steud.) Makino
- Paspalum thunbergii var. minor Makino, nom. nud.

### Liste des variétés
Selon Tropicos (22 janvier 2017) (Attention liste brute contenant possiblement des synonymes) :
- variété Paspalum thunbergii var. minus Makino
- variété Paspalum thunbergii var. thunbergii

## Importance économique
Paspalum thunbergii est parfois planté pour lutter contre l'érosion des sols et la désertification ou dans des opérations de reboisement.
C'est également, à l'instar d'autres espèces du genre Paspalum, une mauvaise herbe des cultures, principalement dans les rizières, mais également dans les plantations de canne à sucre. 